# Слоба Радановић
Слободан „Слоба” Радановић (Зрењанин, 20. јун 1990) српски је певач и текстописац. Истакао се 2014. учешћем у певачком такмичењу Пинкове звезде где је заузео треће место, као и по учешћу у првој сезони ријалити-такмичења Задруга где је заузео четврто место.

## Биографија
Рођен је 20. јуна 1990. године у Зрењанину. Од раног детињства је показивао таленат за музику. У родном граду је завршио електротехничко-грађевинску школу „Никола Тесла”, смер грађевински техничар за високоградњу. Уписао је студије архитектуре у Новом Саду, али врло брзо је схватио да жели да се бави музиком.
У септембру 2014. године је започео учешће у првој сезони музичког такмичења Пинкове звезде. Највише је певао песме Здравка Чолића, Шабана Шаулића и Џеја Рамадановског. Стигао је до самог краја такмичења, али победу је однео Иван Куртић док је Слободану припало треће место. Године 2015. је објавио своју прву песму „Буре барута” која на Јутјубу има преко четири милиона прегледа. Неколико месеци касније је избацио сингл „У пороцима”. Године 2017. је промовисао нумеру „Стјуардеса” за коју је снимио спот.
Везу са стјуардесом Кијом Коцкар започео је 06.02.2013. године, а венчали су се у 26.09.2016. године.
Дана 6. септембра 2017. године, Слободан Радановић је постао учесник прве сезоне ријалитија Задруга. Рекао је да улази како би промовисао своју музику. Слоба је завршио ријалити на четвртом месту.
На дан финала Задруге, уједно и свој рођендан, 20. јуна 2018. представио је нови сингл „Непристојна понуда”.

## Дискографија

### Албуми
- Момак из провинције (2021)

### Синглови
- Буре барута (2015)
- У пороцима (2015)
- Стјуардеса (2017)
- Фамилија (2018)
- Непристојна понуда (2018)
- Коцка (2018)
- Наивна (2019)[3]
- Ја се не бринем (2019)
- Тајне (2019)
- Бивши (2019)
- Немој много да ме волиш  (дует са Даром Бубамаром) (2019)
- Рекла ми je, рекла (2020)
- Ако умрем сад (2020)
- Дно моје (дует са Елмом Синановић) (2021)
- Где год пођем теби идем (2022) обрада песме Стоје

### Спотови
| Спот                    | Година | Режисер           |
| ----------------------- | ------ | ----------------- |
| Буре барута             | 2015.  | —                 |
| У пороцима              | 2015.  | —                 |
| Стјуардеса              | 2017.  | Љуба, Кија Коцкар |
| Фамилија                | 2018.  | Кија Коцкар       |
| Непристојна понуда      | 2018.  | —                 |
| Коцка                   | 2018.  | Љуба Радојевић    |
| Наивна                  | 2019.  | Љуба Радојевић    |
| Ја се не бринем         | 2019.  | Иван Денић        |
| Тајне                   | 2019.  | Марко Арсић       |
| Немој много да ме волиш | 2019.  | Марко Арсић       |
| Рекла ми је рекла       | 2020.  | Марко Арсић       |
| Стари                   | 2020.  | Марко Арсић       |
| Момак из провинције     | 2021.  | Марко Арсић       |
| Љубав на Балкану        | 2021.  | Марко Арсић       |
| Америка                 | 2021.  | Марко Арсић       |
| Другарице               | 2021.  | Марко Арсић       |
| Анђео                   | 2021.  | Марко Арсић       |
| Неко пита               | 2021.  | Марко Арсић       |
| Да ли си срећна са њим  | 2021.  | Марко Арсић       |
| На данашњи дан          | 2021.  | Марко Арсић       |
| Дно моје                | 2021.  | Љуба Радојевић    |